# Stevie Blacke
Stevie Blacke (ur. w Londynie) – amerykański muzyk, aranżer i multiinstrumentalista, znany jako kompozytor partii instrumentów smyczkowych.

## Życiorys
Urodził się w Londynie w Anglii, gdzie jego rodzice, absolwenci Juilliard School, przebywali na wakacjach. Dorastał i wychowywał się w Ohio, słuchając muzyki Erica Claptona oraz Pink Floyd. Studiował na Berklee College of Music, gdzie uczył się gry na gitarze. Początkowo planował być piosenkarzem, otaczającym się instrumentami akustycznymi. Jak sam przyznawał, chciał być taki jak Dave Matthews. Studiując na wspomnianej uczelni, stał się miłośnikiem twórczości Davida Grismana, pod wpływem której rozpoczął naukę gry na mandolinie pod okiem wspomnianego muzyka w północnej Kalifornii. Po powrocie do Berklee, kontynuował naukę gry na mandolinie oraz na skrzypcach. W roku 1998 przeprowadził się z Hrabstwa Marin do Los Angeles.
Od lat 90. aktywnie współpracuje z wykonawcami wywodzącymi się z różnych kręgów muzycznych. Na swoim koncie ma nagrania z takimi artystami jak między innymi Aaliyah, Alice in Chains, Anna Nalick, Ashlee Simpson, Avenged Sevenfold, Backstreet Boys, Beck Hansen, Brooke Fraser, Cher, Colbie Caillat, Foreigner, Joe Cocker, Madonna, Matchbox Twenty, Minnie Driver, Pink, Rick Springfield, Rihanna, Seether, Snoop Dogg, Staind, Stone Sour, The Kooks, Timbaland oraz Weezer. W roku 2014 wystąpił wraz z Madonną oraz Miley Cyrus na koncercie z serii MTV Unplugged.
Blacke posiada także własne studio nagraniowe mieszczące się w jego domu w dzielnicy miasta Los Angeles – Sherman Oaks. Zazwyczaj pracuje sam, w towarzystwie swoich instrumentów i oprogramowania muzycznego Pro Tools, służącego do nagrywania dźwięku. Ponadto brał on udział przy produkcji programów telewizyjnych jak American Music Awards, MTV, That's Amore!, The Tonight Show with Jay Leno. Aktywny udział miał także w tworzeniu ścieżek dźwiękowych do takich filmów jak Firewall (2006), Na sprzedaż (2010) oraz Ustawieni (2001).